# 首尔中国文化中心
首尔中国文化中心（：／?），位于韩国首都首尔的一座中国文化中心，2004年12月28日成立，是中華人民共和国政府派驻到首尔的文化推广机构。该中心是中国在海外建立的第六家及在亚洲开设的第一家中国文化中心。